# SNH48
SNH48 (S.N.H. Forty-eight) är en tjejgrupp i Shanghai, Kina. Det är AKB48s andra systergrupp utanför Japan. 